# Strophanthus demeusei
Strophanthus demeusei är en oleanderväxtart som beskrevs av Dewèvre. Strophanthus demeusei ingår i släktet Strophanthus och familjen oleanderväxter. Inga underarter finns listade i Catalogue of Life.